# Bon Iver
I Bon Iver (/ˌboʊn iːˈvɛər/) sono un gruppo indie folk statunitense fondato nel 2007 dal cantautore Justin Vernon.

## Storia
Dopo lo scioglimento della sua band DeYarmond Edison e la fine della sua relazione amorosa, Justin Vernon lascia Raleigh in North Carolina e si trasferisce in Wisconsin. Secondo lo stesso Vernon, in quel periodo iniziò a balenare nella sua testa il nomignolo "Bon Iver" derivato dalla storpiatura dell'espressione in francese Bon hiver (cioè "Buon inverno"), un saluto utilizzato nella serie televisiva Un medico tra gli orsi, che Vernon iniziò a seguire quando contrasse la mononucleosi negli anni Novanta.

### For Emma, Forever Ago(2007-2010)
In quel periodo, inizialmente Vernon non ha intenzione di scrivere o incidere canzoni ma, ritrovatosi in uno stato di totale isolamento, a causa del freddo inverno del Wisconsin, inizia a registrare alcune tracce. Vernon incide così diverse tracce, suonando tutti gli strumenti, facendo largo uso di overdub e scrivendo testi brevi incentrandosi maggiormente sulla melodia.
Inizialmente non convinto di pubblicare l'album, Justin viene convinto da alcuni suoi amici e decide così di pubblicarlo con un numero limitato a 500 copie, alcune delle quali inviate a stampa e blog. La critica si dimostra entusiasta del suo lavoro convincendo Vernon a pubblicare l'album sotto un'etichetta discografica; dopo diverse trattative sigla così un contratto con la casa discografica indie Jagjaguwar in quanto le loro idee erano vicine alle sue in fatto di sonorità indie. L'8 giugno 2007 esce il suo primo lavoro intitolato For Emma, Forever Ago, ottenendo un incredibile successo di critica e di vendite, entrando nelle classifiche di vendita di Stati Uniti, Regno Unito e Paesi Bassi, oltre che nella Top 20 di Belgio ed Irlanda. Successivamente promuove l'album in alcuni live nei quali è accompagnato da Sean Carey (batteria, voce, pianoforte), Michael Noyce (voce, chitarra baritona, violino) e Matthew McCaughan (basso, batteria, voce).
Il 2009 è un anno prolifico per il gruppo che pubblica l'inedito Roslyn per la colonna sonora del film New Moon (2009), l'inedita Brackett, WI per l'album Dark Was The Night, prodotto dalla Red Hot Organization, e soprattutto (nel gennaio dello stesso anno) l'EP Blood Bank contenente 4 tracce inedite registrate tra il 2006 ed il 2008.

### Bon Iver, Bon Ivere pausa (2011-2012)
Nel 2010 Bon Iver collabora con Kanye West alla traccia Lost In the World che inizia con un sample della loro traccia Woods ed alle tracce Monster e Dark Fantasy, entrambe contenute nell'album di West My Beautiful Dark Twisted Fantasy. Dopo una lunga attesa, il 17 giugno 2011 esce il secondo album in studio intitolato Bon Iver, Bon Iver, sempre sotto l'etichetta discografica Jagjaguwar. L'album raccoglie un consenso di critica inaspettato con la rivista Rolling Stone che posiziona l'album al numero 21 dei 50 migliori album del 2011. L'album, registrato in una vecchia clinica veterinaria a Fall Creek nel Wisconsin convertita da Vernon con il fratello in uno studio di registrazione, regala al gruppo la vittoria di 2 Grammy Awards; il primo per il miglior album alternative mentre il secondo per miglior artista emergente, battendo avversari come Nicki Minaj e Skrillex. Nell'agosto 2011, James Blake pubblica una nuova canzone intitolata Fall Creek Boys Choir che vede tra l'altro una collaborazione con Bon Iver. Dopo una tournée che si protrae per tutto il 2011 e buona parte del 2012 (durante il quale viene pubblicato l'EP iTunes Session), il 12 novembre la band annuncia una pausa dopo l'ultimo concerto del tour a Dublino, sottolineando che questo non comporta lo scioglimento del gruppo.

### 22, A Million(2013-2017)
Dopo quasi due anni di silenzio, il 30 giugno 2014 il gruppo pubblica una nuova traccia intitolata Heavenly Father che appare nella colonna sonora del film di Zach Braff intitolato Wish I Was Here. Iniziano così a circolare rumor sulla possibile uscita del terzo album della band che vengono alimentati maggiormente quando la band il 18 luglio 2015 suona due brani inediti al festival Eaux Claires, organizzato a Eau Claire in Wisconsin (città natale di Vernon). Il 18 novembre successivo, la band annuncia un tour in Asia, continente che ancora non era stato interessato da tour passati, in cui la band collabora con il trio folk rock britannico The Staves.
Nell'agosto 2016, la band annuncia ufficialmente l'uscita del terzo album prevista il 30 settembre successivo, pubblicando anche 2 video per 2 nuove tracce dell'album: 22 (OVER S∞∞N) e 10 dEATh bREasT. Come promesso, a fine settembre esce l'atteso terzo lavoro intitolato 22, A Million che spiazza tutti per il cambio stilistico intrapreso dalla band, che passa da uno stile folk più indie ad un elettrofolk. Nonostante il cambio di rotta, l'album riscuote molto successo sia di critica sia di vendite e poco dopo l'uscita viene annunciato il tour promozionale del disco con concerti negli Stati Uniti e in Europa. Con tutto questo, il 4 gennaio 2017 tutte le date europee del tour vengono cancellate per "motivi personali".

### Tour mondiale ei,i(2018-)
Durante l'estate 2018, i Bon Iver suonano per la prima volta nuove canzoni in vari festival musicali e collaborano con Tu Dance for Come Through, uno show con un gruppo di ballerini contemporanei. Verso fine anno, in un post su Instagram dal profilo di Justin Vernon, egli mostra una cartella intitolata BI LP4 contenente nuove canzoni, alcune delle quali corrispondono con quelle ascoltate nei festival musicali estivi. Justin rende noti alcuni secondi di un nuovo brano intitolato We Maddie Parry (successivamente intitolato We). Le registrazioni del nuovo disco si svolgono in Texas tra febbraio e marzo 2019.
Il 2 giugno, i Bon Iver debuttano all'All Points East con 2 brani mai pubblicati, una versione più rifinita della già suonata Hey, Ma e la nuova U (Man Like). Al termine del concerto, viene pubblicizzato inoltre il sito web iCOMMAi, che contiene alcuni messaggi criptici riguardo al nuovo disco. Il giorno successivo, i 2 brani inediti vengono entrambi pubblicati come singoli. Una settimana dopo, l'11 giugno, la band annuncia ufficialmente l'uscita del suo quarto album in studio intitolato I, I la cui pubblicazione era prevista per il 30 agosto successivo. Vengono inoltre pubblicati 2 nuovi singoli (il terzo e quarto rispettivamente) intitolatati Jelmore e Faith.
Il 31 luglio, la band pubblica un breve documentario chiamato Bon Iver: Autumn in cui Vernon e gli altri membri discutono della pubblicazione del nuovo album e del relativo tour promozionale. L'8 agosto, la band rende disponibili sulle maggiori piattaforme di streaming gli altri 9 brani inediti tratti dal disco, anticipando di fatto l'uscita ufficiale di 3 settimane. La pubblicazione della versione fisica dell'album rimane fissata invece per il 30 agosto.
Nel 2020 la band collabora con Taylor Swift per il singolo Exile, facente parte dell'ottavo album in studio della cantante, Folklore, uscito il 24 luglio dello stesso anno.
Sempre nel 2020 la band collabora nuovamente con Taylor Swift per il singolo Evermore, facente parte del nono album in studio della cantante, Evermore, uscito l'11 dicembre dello stesso anno.

## Discografia

### Album in studio
- 2007 – For Emma, Forever Ago
- 2011 – Bon Iver, Bon Iver
- 2016 – 22, A Million
- 2019 – I, I
- 2025 - SABLE, fABLE

### EP
- 2009 - Blood Bank
- 2012 - iTunes Session
- 2024 - Sable

## Premi e riconoscimenti
I Bon Iver sono una delle band indie folk più premiate del nuovo millennio, con più di 25 premi vinti su oltre 40 candidature.